# Joëlle Milquet

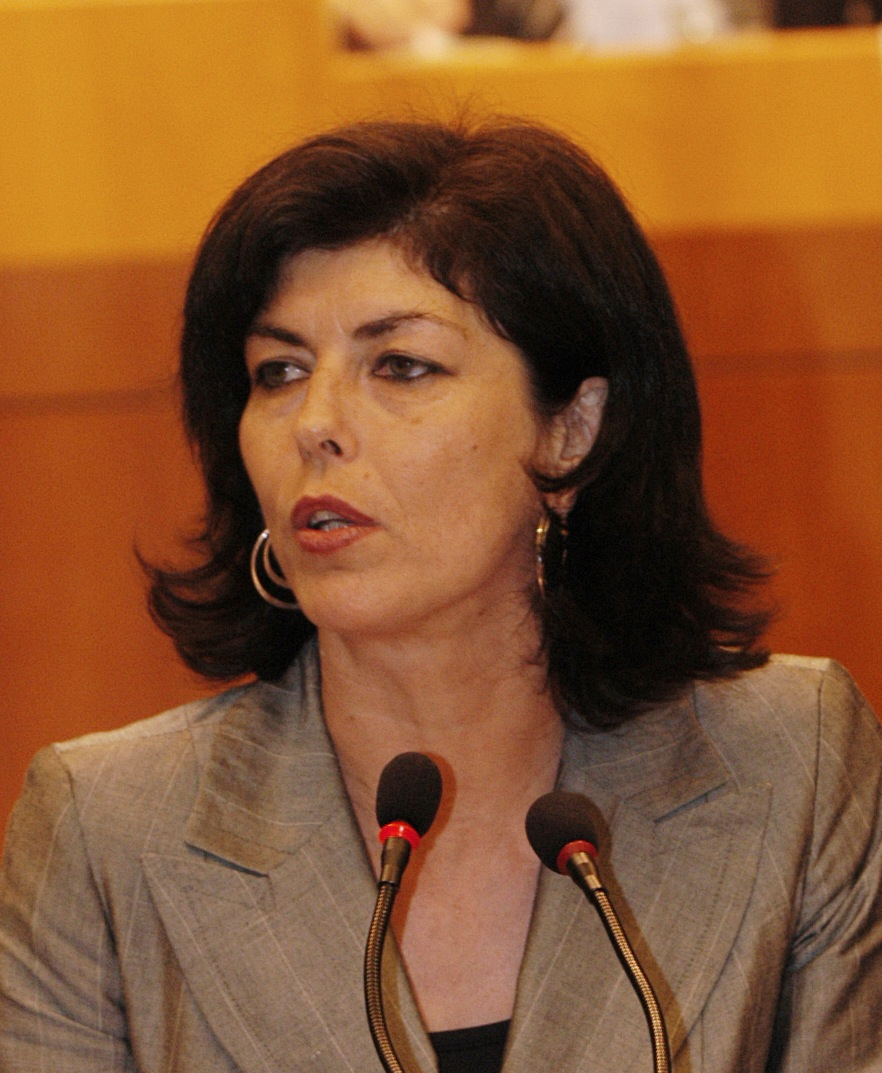
Joëlle Milquet (2004)

Joëlle F. G. M. Milquet (* 16. Februar 1961 in Montignies-sur-Sambre/Charleroi) ist eine belgische Politikerin der Centre Démocrate Humaniste (cdH). Sie ist langjährige Parlamentarierin und war von 2008 bis 2014 Vize-Premierministerin in der Föderalregierung. Bis zu ihrem Rücktritt im April 2016 war Milquet Vize-Ministerpräsidentin und Unterrichts-, Familien- sowie Kulturministerin der Französischen Gemeinschaft. Die Parti Social Chrétien (PSC) wurde unter ihrem Vorsitz (1999 bis 2011) zur cdH, wobei der Verweis auf die christliche Ausrichtung fallen gelassen wurde. Auf lokaler Ebene ist Joëlle Milquet seit 2006 Gemeinderatsmitglied in Brüssel.

## Leben
Ihre Kindheit verbrachte Joëlle Milquet in Montignies-sur-Sambre. Ihr Vater, der bereits verstarb, als sie 6 Jahre alt war, sowie ihre Mutter waren beide Französischlehrer. 1979 machte sie ihr Abitur am Institut des Dames de St-André in Charleroi und studierte daraufhin an der Université catholique de Louvain (UCL) und am Europa Instituut der Universität von Amsterdam Rechtswissenschaften. Von 1985 bis 1992 war Milquet als Rechtsanwältin in Brüssel zugelassen, war aber gleichzeitig in mehreren anderen Berufen tätig, wie beispielsweise als Referendarin beim Europäischen Gerichtshof oder als Assistentin am Lehrstuhl für Familienrecht der UCL.
Im Jahr 1987 wurde Joëlle Milquet als parlamentarische Assistentin der Fraktion der Parti Social Chrétien (PSC) eingestellt und wurde im März 1990 politische Sekretärin der PSC-Fraktion im Senat. Ein Jahr später wechselte sie ins Kabinett von Michel Lebrun (PSC), dem damaligen Minister der Französischen Gemeinschaft für Hochschulunterricht, wissenschaftliche Forschung, internationale Beziehungen und Jugendhilfe.
Ihren Einstieg in die aktive Politik machte Milquet 1995, als sie in den Gemeinderat von Woluwe-Saint-Pierre/Sint-Pieters-Woluwe und wenig später in den Senat gewählt wurde. Innerhalb der Partei wurde sie, nachdem der Vorsitzende Gérard Deprez (MR) die PSC verlassen hatte, zunächst Vize-Präsidentin unter Charles-Ferdinand Nothomb und Philippe Maystadt (PSC). Nachdem die PSC als Regierungspartei im Jahr 1999 eine Wahlniederlage einstecken musste, unter anderem wegen der „Dutroux-Affäre“ (Pädophilieskandal) und der Dioxin-Krise (dioxinvergiftete Lebensmittel), wurde Milquet nach parteiinternen Neuwahlen des Vorstands schließlich Präsidentin der PSC. Unter ihrem Vorsitz wurde ein Erneuerungsprozess eingeleitet, der 2002 in die Umbenennung der Partei in Centre Démocrate Humaniste (cdH) mündete. Da hierbei der bisherige Verweis auf die christliche Ausrichtung fallen gelassen wurde, gründeten verschiedene ex-PSC-Mitglieder in der Folge eine christdemokratische Splitterpartei, die Chrétiens Démocrates Francophones (CDF).
Auf föderaler Ebene führte Milquet 2007 die cdH-Delegation bei den Verhandlungen zur Bildung einer Föderalregierung an. In der daraus resultierten Regierung Leterme I unter Premierminister Yves Leterme (CD&V) erhielt sie im März 2008 das Amt der Vize-Premierministerin und Beschäftigungsministerin. Diese Funktionen übte sie weiterhin in den Folgeregierungen Van Rompuy und Leterme II aus. In der nach den föderalen Neuwahlen vom 13. Juni 2010 und der darauffolgenden Staatskrise von über 541 Tagen gebildeten Regierung Di Rupo unter Premier Elio Di Rupo (PS) wurde Milquet Innenministerin. Den Parteivorsitz hatte sie bereits 2011 an Benoît Lutgen abgegeben.
Nach den Parlamentswahlen vom 25. Mai 2014 ging die cdH auf Föderalebene in die Opposition, wurde aber in der Wallonischen Region, der Region Brüssel-Hauptstadt und der Französischen Gemeinschaft an der Regierung beteiligt. Joëlle Milquet verlor somit ihr föderales Mandat und wurde Vize-Ministerpräsidentin und Ministerin für Bildung, Kultur und Kindheit in der Regierung der Französischen Gemeinschaft unter Ministerpräsident Rudy Demotte (PS). Bereits während des Wahlkampfes hatte das Nachrichtenmagazin Le Vif/L’Express einen Artikel veröffentlicht, in dem Milquet vorgeworfen wurde, verschiedene Stabsmitarbeiter hauptsächlich zu Wahlkampfzwecken eingestellt und eingesetzt zu haben. Daraufhin leitete ein Untersuchungsrichter ein Verfahren gegen die Ministerin ein. Als bekannt wurde, dass die Generalstaatsanwaltschaft wegen Vorteilsnahme Klage gegen Milquet einreichen würde, trat sie am 11. April 2016 von ihrem Amt zurück.
Auf lokaler Ebene ist Joëlle Milquet seit 2006 Mitglied des Parlaments der Hauptstadtregion Brüssel. Von 2006 bis zu ihrer Bezeichnung als Vize-Premierministerin im Jahr 2008 war sie zudem Erste Schöffin (Beigeordnete) der Stadt Brüssel.
Joëlle Milquet ist verheiratet und hat vier Kinder.

## Kontroverse
Joëlle Milquet zeigte sich insbesondere während ihrer Zeit als Präsidentin der cdH als äußerst willensstark. Während der Bildung der Föderalregierung im Jahr 2007 kehrte sie sich gegen eine von der Mehrheit der flämischen Parteien gewünschte Staatsreform, wodurch das Zustandekommen einer neuen Regierung erheblich erschwert wurde. Insbesondere im flämischen Landesteil erhielt sie daher den Beinamen „Madame Non“ („Frau Nein“). Auch gegenüber Parteikollegen nahm sie harte Haltungen ein: So ließ Milquet öffentlich verlauten, dass der Plan zur Verteilung der Flugrouten über Brüssel, der die vom Flughafen Brüssel-Zaventem startenden Flugzeuge vermehrt über das städtische dichter besiedelte Gebiet von Brüssel umleitete, ein „Fehler“ des damaligen Staatssekretärs Melchior Wathelet (cdH) war, der der Partei 2014 wahrscheinlich den Wahlsieg gekostet habe. Wathelet, bekanntes Parteimitglied und langjähriger Mandatar, zog sich daraufhin vollständig aus der Politik zurück.
Milquet wurde zudem vorgeworfen, besonders aktiv Stimmen bei Wählern mit Migrationshintergrund zu suchen. Sie verteidigte Mahinur Özdemir (cdH), die als erste Abgeordnete Belgiens verschleiert im Brüsseler Parlament erschien. Als Özdemir sich weigerte, den Völkermord an den Armeniern anzuerkennen und im Jahr 2015 ein Ausschlussverfahren aus der Partei gegen sie eingeleitet wurde, war Milquet bei der Vorstandssitzung abwesend.
Im Mai 2014 berichteten Medien, dass der Sohn eines Föderalministers an einem Gangbang während eines Schulausflugs beteiligt war, doch der Versuch unternommen wurde dies zu vertuschen; stattdessen sei das fünfzehnjährige Mädchen als eine gestörte Nymphomanin dargestellt worden. Aus Gründen des Jugendschutzes verschwiegen die belgischen Medien den Namen des Politikers. Der Abgeordnete Laurent Louis (PP) „enthüllte“ jedoch, dass es sich dabei um den Sohn von Joëlle Milquet handelte.

## Übersicht der politischen Ämter
- 1995 – 2006: Mitglied des Gemeinderates in Woluwe-Saint-Pierre/Sint-Pieters-Woluwe
- 1999 – 1999: Senatorin
- 1999 – 2014: Mitglied der föderalen Abgeordnetenkammer (teilweise verhindert)
- 2006 – heute: Mitglied des Gemeinderates in Brüssel
- 2006 – 2008: Schöffin in Brüssel (teilweise verhindert)
- 2008 – 2009: Vizepremierministerin, Ministerin für Arbeit und Altersvorsorge in den Regierungen Leterme I und Van Rompuy
- 2009 – 2011: Vizepremierministerin, Ministerin für Arbeit, Altersvorsorge, Migration und Asylpolitik in den Regierungen Van Rompuy (nach Umbildung) und Leterme II
- 2011 – 2014: Vizepremierministerin, Ministerin für innere Angelegenheiten in der Regierung Di Rupo
- 2014 – heute: Mitglied des Parlaments der Region Brüssel-Hauptstadt (teilweise verhindert)
- 2014 – 2016: Vize-Ministerpräsidentin und Ministerin für Bildung, Kultur und Kindheit in der Regierung der Französischen Gemeinschaft